# Cacovický tunel
Cacovický tunel je železniční tunel č. 218 v katastrálním území Husovice na železniční trati Brno – Havlíčkův Brod mezi stanicí Brno-Maloměřice a zastávkou Brno-Lesná v km 4,970–5,040.

## Historie
Výstavba trati byla zahájena v roce 1938 a po přerušení druhou světovou válkou pokračovala v roce 1948. Celá trať byla zprovozněna jako novostavba v roce 1953, kdy nahradila tři místní dráhy z přelomu 19. a 20. století. Na trati se nachází celkem osm tunelů (Obřanský, Cacovický, Husovický, Královopolský, Loučský, Lubenský, Níhovský a Havlíčkobrodský). V průběhu druhé světové války sloužily nedostavěné tunely Cacovický a Husovický jako sklady pro leteckou výrobu. V roce 2015 trať byla revitalizována. Rekonstrukci tunelu provedla firma Firesta.

## Geologie a geomorfologie
Oblast se nachází v geomorfologickém oblast Brněnská vrchovina s celkem Drahanská vrchovina, podcelek Adamovská vrchovina, okrsek Obřanská kotlina. Z geologického hlediska je tvořena především granodiority.

## Popis
Dvojkolejný tunel byl postaven v roce 1947 na železniční trati Brno – Havlíčkův Brod mezi stanicí Brno-Maloměřice a dnešní zastávkou Brno-Lesná. Tunel byl proražen ve výběžku Holé hory (299 m n. m.).
Tunel leží v nadmořské výšce 215 m a je dlouhý 70 m.